# Chlorophorus strobilicola
Chlorophorus strobilicola är en skalbaggsart som beskrevs av Champion 1918. Chlorophorus strobilicola ingår i släktet Chlorophorus och familjen långhorningar. Inga underarter finns listade i Catalogue of Life.